# The Raven That Refused to Sing (And Other Stories)
Albums de Steven Wilson
Grace for Drowning
(2011) Hand. Cannot. Erase.
(2015)
The Raven That Refused to Sing (And Other Stories) est le troisième album solo du musicien (claviériste, guitariste chanteur) britannique Steven Wilson, sorti le 25 février 2013 sur le label Kscope Music Record. Bien qu'il ne puisse pas être considéré comme un album-concept, toutes les chansons ont pour thème des histoires surnaturelles. 

## Historique
Le 26 septembre 2011 sort Grace for Drowning, deuxième album de Steven Wilson en solo. Suit une tournée mondiale qui débouchera sur la sortie le 24 septembre 2012 du DVD Get All You Deserve, enregistré le 13 avril 2012 à Mexico. Ce DVD contient le morceau Luminol, offrant un échantillon de l'album à venir. L'enregistrement de ce dernier se déroule du 15 au 21 septembre à Los Angeles. L'équipe de musiciens jouant sur l'album est la même que celle qui accompagnait Steven Wilson durant la tournée de Grace for Drowning, à une exception près : le guitariste Niko Tsonev est remplacé par Guthrie Govan, ancien membre du groupe Asia. 

## Liste des pistes
Toutes les chansons ont été composées par Steven Wilson.

### Album
1. Luminol (12:10)
2. Drive Home (7:37)
3. The Holy Drinker (10:14)
4. The Pin Drop (5:03)
5. The Watchmaker (11:42)
6. The Raven That Refused To Sing (7:57)

### Disc 2 (Edition deluxe - CD)
1. Luminol (demo) (13:06)
2. Drive Home (demo) (6:57)
3. The Holy Drinker (demo) (9:37)
4. Clock Song (idée non utilisé) (4:31)
5. The Pin Drop (demo) (5:15)
6. The Watchmaker (demo) (12:26)
7. The Raven That Refused to Sing (demo) (8:00)

## Thèmes des morceaux
Luminol est inspiré d'un musicien ambulant qui, selon Wilson, « est là chaque jour. Peu importe le temps, il est toujours là, jouant de sa guitare acoustique et chantant toujours les mêmes chansons. La neige, la pluie, le vent – rien ne l'empêchera d'être à sa place habituelle... C'est le genre de personne qui est ancrée dans sa routine au point que même la mort ne l'arrêterait pas ». Ce musicien est décrit par Wilson comme étant extrêmement mauvais, et incapable de s'améliorer. Le texte tourne autour d'une interrogation : que se passerait-il si cet homme mourait subitement ? Les passants le remarqueraient-il ? Il continue finalement à se rendre au même endroit après sa mort, sans que cela n'attire l'attention plus qu'avant.
Drive Home est basée sur une idée d'Hajo Mueller, l'illustrateur du disque. Il s'agit d'un couple conduisant une voiture durant la nuit. Ils sont très amoureux, l'homme conduit, sa compagne est assise sur le siège passager, et disparaît subitement. L'homme réagit tout d'abord en la cherchant autour de lui. Le fantôme de sa compagne revient plusieurs années plus tard afin de lui rappeler ce qui est réellement arrivé, à savoir un grave accident de la route qui l'a traumatisé au point de créer un blocage autour de sa mémoire.
The Holy Drinker parle d'un homme extrêmement pieux, dont l'activité principale est de conseiller les gens sur la façon dont ils devraient vivre suivant des principes religieux. Seulement, ce personnage très critique vis-à-vis des vices des autres est également alcoolique. Un soir, il provoque un inconnu à un duel de boisson dans un bar, ce dernier se révèle alors être le Diable. Evidemment, le Diable remporte le match et il amène le perdant en enfer.
The Pin Drop raconte l'histoire d'une relation entre un homme et une femme qui n'existe que parce qu'il s'agit d'une expérience confortable, et non pour des causes émotionnelles. Le texte est chanté par la femme. Elle est morte, jetée dans la rivière par son mari, et elle flotte suivant le courant en chantant cette chanson, par delà la mort. Cette chanson part de l'idée que parfois, dans une relation, il peut exister une tension inavouée, des sentiments si violents que seule une minuscule étincelle peut mettre le feu aux poudres, et dans ce cas cette relation finit de façon tragique. Dans cette histoire, l'élément déclencheur est la chute d'une broche (ce que signifie  « pin drop » en anglais).
The Watchmaker parle d'un homme très méticuleux à propos de son travail, mais qui n'a aucune sorte d'explosion émotionnelle, et n'exprime pas non plus d'émotions violentes ou extrêmes. Il est en couple depuis cinquante ans, tout simplement car c'est une situation confortable. Wilson explique que l'horloger (traduction de « the watchmaker ») finit par tuer sa femme puis l'enterre sous le plancher de son bureau. Mais elle revient à la vie car « ils ont été ensemble durant cinquante ans ; elle ne va pas le quitter maintenant ». La femme de l'horloger l'emmène finalement dans la mort.
La chanson titre de l'album raconte l'histoire d'un vieil homme qui attend la mort avec impatience. Il repense à une époque de son enfance durant laquelle il était incroyablement proche de sa sœur aînée, qui est morte alors qu'ils étaient tous deux très jeunes. L'homme est convaincu qu'un corbeau qui visite son jardin est en vérité une manifestation de sa sœur. Le fait est que celle-ci avait l'habitude de chanter pour lui à l'époque de leur enfance, dès qu'il avait peur ou ne se sentait pas en sécurité, et cela avait une influence apaisante sur lui. Ignorant qu'il ne s'agit que d'un simple corbeau, il finit par penser que si le corbeau chante pour lui, ce sera la preuve que sa sœur est revenue pour l'emmener avec lui dans l'au-delà.

## Personnel
- Steven Wilson : chant, claviers, mellotron, guitare, basse (sur The Holy Drinker)
- Adam Holzman : claviers, orgue Hammond, piano, Minimoog
- Guthrie Govan : guitare solo
- Nick Beggs : basse, chapman stick sur The Holy Drinker, chœurs
- Marco Minnemann : batterie, percussions
- Theo Travis : flûte traversière, saxophone, clarinette

### Musiciens additionnels
- Jakko Jakszyk : chant additionnel sur Luminol et The Watchmaker
- Alan Parsons : guitare wah wah sur The Holy Drinker
- David Lloyd Stewart : arrangements des cordes
- London Session Orchestra) : cordes
- Perry Montague-Mason : violon soliste
- Niko Tsonev : guitare solo sur The Watchmaker (Demo) et guitare additionnelle sur Luminol (Demo)

### Production
- Steven Wilson : production, mixage
- Alan Parsons : production (assistant), ingénieur du son
- Brendan Dekora : assistant ingénieur